# Parallelia macrorhyncha
Parallelia macrorhyncha är en fjärilsart som beskrevs av George Francis Hampson 1913. Parallelia macrorhyncha ingår i släktet Parallelia och familjen nattflyn. Inga underarter finns listade i Catalogue of Life.